# 1992-es futsal-világbajnokság
Az 1992-es futsal-világbajnokságot Hongkongban rendezték 1992. november 16. és 28. között. A tornát Brazília nyerte meg, a gólkirály pedig az iráni Saeid Rajabi lett.

## Csoportkör

### Első csoportkör

#### A csoport
| Csapat        | Mérk | GY | D | V | RG | KG | GA | P |
| ------------- | ---- | -- | - | - | -- | -- | -- | - |
| Argentína     | 3    | 3  | 0 | 0 | 11 | 5  | +6 | 6 |
| Lengyelország | 3    | 2  | 0 | 1 | 11 | 9  | +2 | 4 |
| Hongkong      | 3    | 1  | 0 | 2 | 7  | 7  | 0  | 2 |
| Nigéria       | 3    | 0  | 0 | 3 | 7  | 15 | -8 | 0 |

| 1992. november 16. 17:00 |

| Lengyelország | 4–2               | Hongkong |
| ------------- | ----------------- | -------- |
|               | (2–1) Jegyzőkönyv |          |

| Hongkong Coliseum, Hongkong Nézőszám: 5 000 Játékvezető: Hernan Silva Arce (chilei) |

| 1992. november 16. 15:00 |

| Argentína | 6–2               | Nigéria |
| --------- | ----------------- | ------- |
|           | (4–0) Jegyzőkönyv |         |

| Hongkong Coliseum, Hongkong Nézőszám: 5 000 Játékvezető: Vaclav Krondl (cseh) |

| 1992. november 18. 20:30 |

| Argentína | 2–1               | Hongkong |
| --------- | ----------------- | -------- |
|           | (0–1) Jegyzőkönyv |          |

| Hongkong Coliseum, Hongkong Nézőszám: 2 200 Játékvezető: Kenneth Wallace (Új-zélandi) |

| 1992. november 18. 18:30 |

| Lengyelország | 5–4               | Nigéria |
| ------------- | ----------------- | ------- |
|               | (3–1) Jegyzőkönyv |         |

| Kowloon Park Sports Center, Tsim Sha Tsui Nézőszám: 0 Játékvezető: Juan Ansuategui Roca (spanyol) |

| 1992. november 20. 20:30 |

| Hongkong | 4–1               | Nigéria |
| -------- | ----------------- | ------- |
|          | (0–0) Jegyzőkönyv |         |

| Hongkong Coliseum, Hongkong Nézőszám: 2 400 Játékvezető: Manoel Serapiao Filha (brazil) |

| 1992. november 20. 20:30 |

| Argentína | 3–2               | Lengyelország |
| --------- | ----------------- | ------------- |
|           | (3–2) Jegyzőkönyv |               |

| Kowloon Park Sports Center, Tsim Sha Tsui Nézőszám: 0 Játékvezető: Carlos Alberto Silva Valente (portugál) |

#### B csoport
| Csapat      | Mérk | GY | D | V | RG | KG | GA | P |
| ----------- | ---- | -- | - | - | -- | -- | -- | - |
| Irán        | 3    | 2  | 0 | 1 | 18 | 13 | +5 | 4 |
| Hollandia   | 3    | 2  | 0 | 1 | 7  | 7  | 0  | 4 |
| Olaszország | 3    | 1  | 0 | 2 | 15 | 16 | –1 | 2 |
| Paraguay    | 3    | 1  | 0 | 2 | 14 | 18 | -4 | 2 |

| 1992. november 17. 18:30 |

| Hollandia | 2–1               | Irán |
| --------- | ----------------- | ---- |
|           | (2–0) Jegyzőkönyv |      |

| Hongkong Coliseum, Hongkong Nézőszám: 1 500 Játékvezető: Manoel Serapiao Filha (brazil) |

| 1992. november 17. 18:30 |

| Olaszország | 7–5               | Paraguay |
| ----------- | ----------------- | -------- |
|             | (2–1) Jegyzőkönyv |          |

| Kowloon Park Sports Center, Tsim Sha Tsui Nézőszám: 500 Játékvezető: Carlos Alberto Silva Valente (portugál) |

| 1992. november 19. 18:30 |

| Irán | 7–5               | Olaszország |
| ---- | ----------------- | ----------- |
|      | (4–1) Jegyzőkönyv |             |

| Hongkong Coliseum, Hongkong Nézőszám: 1 400 Játékvezető: Hernan Silva Arce (chilei) |

| 1992. november 19. 20:30 |

| Paraguay | 3–1               | Hollandia |
| -------- | ----------------- | --------- |
|          | (2–0) Jegyzőkönyv |           |

| Kowloon Park Sports Center, Tsim Sha Tsui Nézőszám: 1 400 Játékvezető: Vágner László (magyar) |

| 1992. november 21. 18:30 |

| Hollandia | 4–3               | Olaszország |
| --------- | ----------------- | ----------- |
|           | (1–0) Jegyzőkönyv |             |

| Hongkong Coliseum, Hongkong Nézőszám: 2 000 Játékvezető: Vaclav Krondl (cseh) |

| 1992. november 21. 18:30 |

| Irán | 10–6              | Paraguay |
| ---- | ----------------- | -------- |
|      | (2–2) Jegyzőkönyv |          |

| Kowloon Park Sports Center, Tsim Sha Tsui Nézőszám: 0 Játékvezető: Juan Ansuategui Roca (spanyol) |

#### C csoport
| Csapat     | Mérk | GY | D | V | RG | KG | GA  | P |
| ---------- | ---- | -- | - | - | -- | -- | --- | - |
| Brazília   | 3    | 3  | 0 | 0 | 23 | 1  | +22 | 6 |
| Belgium    | 3    | 2  | 0 | 1 | 8  | 8  | 0   | 4 |
| Ausztrália | 3    | 1  | 0 | 2 | 9  | 11 | –2  | 2 |
| Costa Rica | 3    | 0  | 0 | 3 | 9  | 29 | -20 | 0 |

| 1992. november 16. 20:30 |

| Brazília | 3–0               | Ausztrália |
| -------- | ----------------- | ---------- |
|          | (2–0) Jegyzőkönyv |            |

| Hongkong Coliseum, Hongkong Nézőszám: 2 100 Játékvezető: Vágner László (magyar) |

| 1992. november 16. 20:30 |

| Belgium | 6–2               | Costa Rica |
| ------- | ----------------- | ---------- |
|         | (3–1) Jegyzőkönyv |            |

| Kowloon Park Sports Center, Tsim Sha Tsui Nézőszám: 500 Játékvezető: Hossein Asgari (iráni) |

| 1992. november 18. 20:30 |

| Brazília | 15–1              | Costa Rica |
| -------- | ----------------- | ---------- |
|          | (4–0) Jegyzőkönyv |            |

| Kowloon Park Sports Center, Tsim Sha Tsui Nézőszám: 0 Játékvezető: Vaclav Krondl (cseh) |

| 1992. november 18. 18:30 |

| Belgium | 2–1               | Ausztrália |
| ------- | ----------------- | ---------- |
|         | (1–1) Jegyzőkönyv |            |

| Kowloon Park Sports Center, Tsim Sha Tsui Nézőszám: 0 Játékvezető: Ali Hussein Mousa (egyiptomi) |

| 1992. november 20. 18:30 |

| Ausztrália | 8–6               | Costa Rica |
| ---------- | ----------------- | ---------- |
|            | (5–2) Jegyzőkönyv |            |

| Kowloon Park Sports Center, Tsim Sha Tsui Nézőszám: 0 Játékvezető: Samuel Chan Yam Ming (hongkongi) |

| 1992. november 20. 18:30 |

| Brazília | 5–0               | Belgium |
| -------- | ----------------- | ------- |
|          | (2–0) Jegyzőkönyv |         |

| Hongkong Coliseum, Hongkong Nézőszám: 2 400 Játékvezető: Kenneth Wallace (Új-zélandi) |

#### D csoport
| Csapat        | Mérk | GY | D | V | RG | KG | GA  | P |
| ------------- | ---- | -- | - | - | -- | -- | --- | - |
| Spanyolország | 3    | 2  | 1 | 0 | 18 | 15 | +3  | 5 |
| USA           | 3    | 2  | 0 | 1 | 18 | 9  | +9  | 4 |
| Oroszország   | 3    | 1  | 1 | 1 | 20 | 16 | +4  | 3 |
| Kína          | 3    | 0  | 0 | 3 | 7  | 23 | -16 | 0 |

| 1992. november 17. 18:30 |

| Spanyolország | 6–5               | Kína |
| ------------- | ----------------- | ---- |
|               | (2–2) Jegyzőkönyv |      |

| Hongkong Coliseum, Hongkong Nézőszám: 3 000 Játékvezető: Sabino Farina Céspedes (paraguayi) |

| 1992. november 17. 20:30 |

| USA | 8–3               | Oroszország |
| --- | ----------------- | ----------- |
|     | (3–0) Jegyzőkönyv |             |

| Kowloon Park Sports Center, Tsim Sha Tsui Nézőszám: 500 Játékvezető: Samuel Chan Yam Ming (hongkongi) |

| 1992. november 19. 20:30 |

| Oroszország | 10–1              | Kína |
| ----------- | ----------------- | ---- |
|             | (2–1) Jegyzőkönyv |      |

| Hongkong Coliseum, Hongkong Nézőszám: 2 200 Játékvezető: Jorge G. Cantillano Castro (Costa Rica-i) |

| 1992. november 19. 18:30 |

| Spanyolország | 5–3               | USA |
| ------------- | ----------------- | --- |
|               | (1–0) Jegyzőkönyv |     |

| Hongkong Coliseum, Hongkong Nézőszám: 2 200 Játékvezető: Hossein Asgari (iráni) |

| 1992. november 21. 20:30 |

| Spanyolország | 7–7               | Oroszország |
| ------------- | ----------------- | ----------- |
|               | (2–1) Jegyzőkönyv |             |

| Kowloon Park Sports Center, Tsim Sha Tsui Nézőszám: 0 Játékvezető: Ali Hussein Mousa (egyiptomi) |

| 1992. november 21. 20:30 |

| USA | 7–1               | Kína |
| --- | ----------------- | ---- |
|     | (4–0) Jegyzőkönyv |      |

| Kowloon Park Sports Center, Tsim Sha Tsui Nézőszám: 2 500 Játékvezető: Sabino Farina Céspedes (paraguayi) |

### Második csoportkör

#### E csoport
| Csapat    | Mérk | GY | D | V | RG | KG | GA  | P |
| --------- | ---- | -- | - | - | -- | -- | --- | - |
| Brazília  | 3    | 2  | 1 | 0 | 13 | 4  | +9  | 5 |
| USA       | 3    | 1  | 2 | 0 | 11 | 8  | +3  | 4 |
| Hollandia | 3    | 1  | 1 | 1 | 8  | 10 | –2  | 3 |
| Argentína | 3    | 0  | 0 | 3 | 5  | 15 | -10 | 0 |

| 1992. november 23. 20:30 |

| Brazília | 2–2               | USA |
| -------- | ----------------- | --- |
|          | (0–1) Jegyzőkönyv |     |

| Hongkong Coliseum, Hongkong Nézőszám: 0 Játékvezető: Hossein Asgari (iráni) |

| 1992. november 23. 18:30 |

| Hollandia | 4–1               | Argentína |
| --------- | ----------------- | --------- |
|           | (0–0) Jegyzőkönyv |           |

| Hongkong Coliseum, Hongkong Nézőszám: 0 Játékvezető: Kenneth Wallace (Új-zélandi) |

| 1992. november 24. 20:30 |

| Brazília | 5–1               | Argentína |
| -------- | ----------------- | --------- |
|          | (3–1) Jegyzőkönyv |           |

| Kowloon Park Sports Center, Tsim Sha Tsui Nézőszám: 0 Játékvezető: Carlos Alberto Silva Valente (portugál) |

| 1992. november 24. 20:30 |

| USA | 3–3               | Hollandia |
| --- | ----------------- | --------- |
|     | (2–1) Jegyzőkönyv |           |

| Kowloon Park Sports Center, Tsim Sha Tsui Nézőszám: 0 Játékvezető: Juan Ansuategui Roca (spanyol) |

| 1992. november 25. 20:30 |

| USA | 6–3               | Argentína |
| --- | ----------------- | --------- |
|     | (2–2) Jegyzőkönyv |           |

| Hongkong Coliseum, Hongkong Nézőszám: 0 Játékvezető: Juan Ansuategui Roca (spanyol) |

| 1992. november 25. 20:30 |

| Brazília | 6–1               | Hollandia |
| -------- | ----------------- | --------- |
|          | (3–0) Jegyzőkönyv |           |

| Kowloon Park Sports Center, Tsim Sha Tsui Nézőszám: 0 Játékvezető: Hossein Asgari (iráni) |

#### F csoport
| Csapat        | Mérk | GY | D | V | RG | KG | GA  | P |
| ------------- | ---- | -- | - | - | -- | -- | --- | - |
| Irán          | 3    | 2  | 1 | 0 | 13 | 4  | +9  | 5 |
| Spanyolország | 3    | 1  | 2 | 0 | 11 | 8  | +3  | 4 |
| Belgium       | 3    | 1  | 1 | 1 | 8  | 10 | –2  | 3 |
| Lengyelország | 3    | 0  | 0 | 3 | 5  | 15 | -10 | 0 |

| 1992. november 23. 18:30 |

| Irán | 2–0               | Lengyelország |
| ---- | ----------------- | ------------- |
|      | (0–0) Jegyzőkönyv |               |

| Kowloon Park Sports Center, Tsim Sha Tsui Nézőszám: 0 Játékvezető: Hernan Silva Arce (chilei) |

| 1992. november 23. 20:30 |

| Spanyolország | 5–3               | Belgium |
| ------------- | ----------------- | ------- |
|               | (1–1) Jegyzőkönyv |         |

| Kowloon Park Sports Center, Tsim Sha Tsui Nézőszám: 0 Játékvezető: Sabino Farina Céspedes (paraguayi) |

| 1992. november 24. 18:30 |

| Irán | 4–2               | Spanyolország |
| ---- | ----------------- | ------------- |
|      | (0–1) Jegyzőkönyv |               |

| Hongkong Coliseum, Hongkong Nézőszám: 0 Játékvezető: Vágner László (magyar) |

| 1992. november 24. 18:30 |

| Belgium | 4–1               | Lengyelország |
| ------- | ----------------- | ------------- |
|         | (3–0) Jegyzőkönyv |               |

| Hongkong Coliseum, Hongkong Nézőszám: 0 Játékvezető: Manoel Filha Serapiao (brazil) |

| 1992. november 25. 18:30 |

| Irán | 4–2               | Belgium |
| ---- | ----------------- | ------- |
|      | (1–0) Jegyzőkönyv |         |

| Hongkong Coliseum, Hongkong Nézőszám: 0 Játékvezető: Sabino Farina Céspedes (paraguayi) |

| 1992. november 25. 18:30 |

| Spanyolország | 7–3               | Lengyelország |
| ------------- | ----------------- | ------------- |
|               | (5–1) Jegyzőkönyv |               |

| Kowloon Park Sports Center, Tsim Sha Tsui Nézőszám: 0 Játékvezető: Samuel Chan Yam Ming (hongkongi) |

## Egyenes kieséses szakasz

### Elődöntők
| 1992. november 27. 20:30 |

| Brazília | 4–1               | Spanyolország |
| -------- | ----------------- | ------------- |
|          | (3–0) Jegyzőkönyv |               |

| Hongkong Coliseum, Hongkong Nézőszám: 5 500 Játékvezető: Hernan Silva Arce (chilei) |

| 1992. november 27. 18:30 |

| Irán | 2–4               | USA |
| ---- | ----------------- | --- |
|      | (1–1) Jegyzőkönyv |     |

| Hongkong Coliseum, Hongkong Nézőszám: 5 500 Játékvezető: Carlos Alberto Silva Valente (portugál) |

### A 3. helyért
| 1992. november 28. 18:30 |

| Irán | 6–9               | Spanyolország |
| ---- | ----------------- | ------------- |
|      | (4–6) Jegyzőkönyv |               |

| Hongkong Coliseum, Hongkong Nézőszám: 9 000 Játékvezető: Kenneth Wallace (Új-zélandi) |

### Döntő
| 1992. november 28. 20:30 |

| Brazília | 4–1               | USA |
| -------- | ----------------- | --- |
|          | (1–0) Jegyzőkönyv |     |

| Coliseum, Hongkong Nézőszám: 9 000 Játékvezető: Sabino Farina Cespedes (paraguayi) |

## Győztes
| Az 1992-es futsal-világbajnokság győztese |
| ----------------------------------------- |
| BRAZÍLIA 2. cím                           |

## Külső hivatkozások
- fifa.com Archiválva 2012. január 1-i dátummal a Wayback Machine-ben